# Хэнтэй
Хэнтэй (монг. Хэнтий нуруу) — нагорье в северо-восточной части Монголии (северные отроги расположены в Забайкальском крае России, образуя одноимённый хребет).
Хэнтэй находится на северо-востоке Монголии, близ границы с Россией, в северо-восточной части Центрального аймака, северной половине Хэнтэйского аймака, восточной части аймака Сэлэнгэ, северо-западной части Восточного аймака. Юго-западные отроги Хэнтэя окружают столицу страны Улан-Батор. Наивысшая точка — гора Асралт-Хайрхан (2799 м), расположенная в самом высоком горном массиве, носящем название Малый Хэнтэй. В Хэнтэйском аймаке находится священная для монголов гора Бурхан-Халдун, близ которой родился и, по преданиям, был похоронен Чингисхан.
Хэнтэй сложен главным образом из кристаллических пород и является естественным водоразделом между бассейном Северного Ледовитого океана (бассейн Енисея через озеро Байкал) и бассейном Тихого океана (реки Онон и Керулен). Из Хэнтэя берут свои истоки реки Онон, Керулен (обе на территории Хэнтэйского аймака), Туул и Менза (обе — на территории Центрального аймака).